# Čkalovskaja (stanice metra v Moskvě)
Čkalovskaja (rusky Чкаловская) je stanice moskevského metra. Vybudována byla u Kurského nádraží ve východní části Moskvy.
Pojmenována je po ulici, která se v době projektování a stavby stanice jmenovala Čkalovovou, na počest Valerije Pavloviče Čkalova, ruského letce. Letectvo je tématem architektonického řešení stanice. Roku 1992, po rozpadu Sovětského svazu, dostala Čkalovova ulice svůj starý název, Zemljanoj val, a tím se spojení názvu stanice s městskou toponymií ztratilo, ještě aniž by stanice byla zprovozněna. Avšak návrhy na přejmenování stanice nebyly přijaty.

## Charakter stanice
Čkalovskaja leží na Ljublinské lince, bývala prozatímní konečnou stanicí (výstavba dalšího úseku severním směrem se protahovala). Je přestupní; umožněno je pomocí tunelů pro pěší přestoupit na Arbatsko-Pokrovskou a Kolcevskou linku (stejná stanice na těchto linkách nese však název Kurskaja). Vybudována byla jako ražená, trojlodní, pilířová s plnou délkou střední lodě. Vznikl jen jeden výstup, vedoucí do podzemního vestibulu, ten umožňuje jak přestup, tak i výstup. Založena je 51 m hluboko pod povrchem. Stěny stanice i vestibul nad ní je obložen několika druhy mramoru.
Čkalovskaja slouží veřejnosti již od 28. prosince 1995 jako první ze stanic na této lince. V projektové dokumentaci je označena jako Kurskaja, podle starších částí stanice.
Severním směrem pokračuje úsek, který byl otevřen v roce 2007; dlouhá léta (od poloviny 80. let) byl nedokončený, neboť na jeho dostavbu chyběly peníze. Z něho nedaleko za stanicí vybíhá jednokolejná spojka vedoucí na Kolcevskou linku.